# Cleadale
Cleadale is een dorp op het eiland Eigg in de Schotse lieutenancy Inverness in het raadsgebied Highland.